# Viana de Cega
Viana de Cega is een gemeente in de Spaanse provincie Valladolid in de regio Castilië en León met een oppervlakte van 17,98 km². Viana de Cega telt 2.009 inwoners (1 januari 2016).